# Marc Zuili

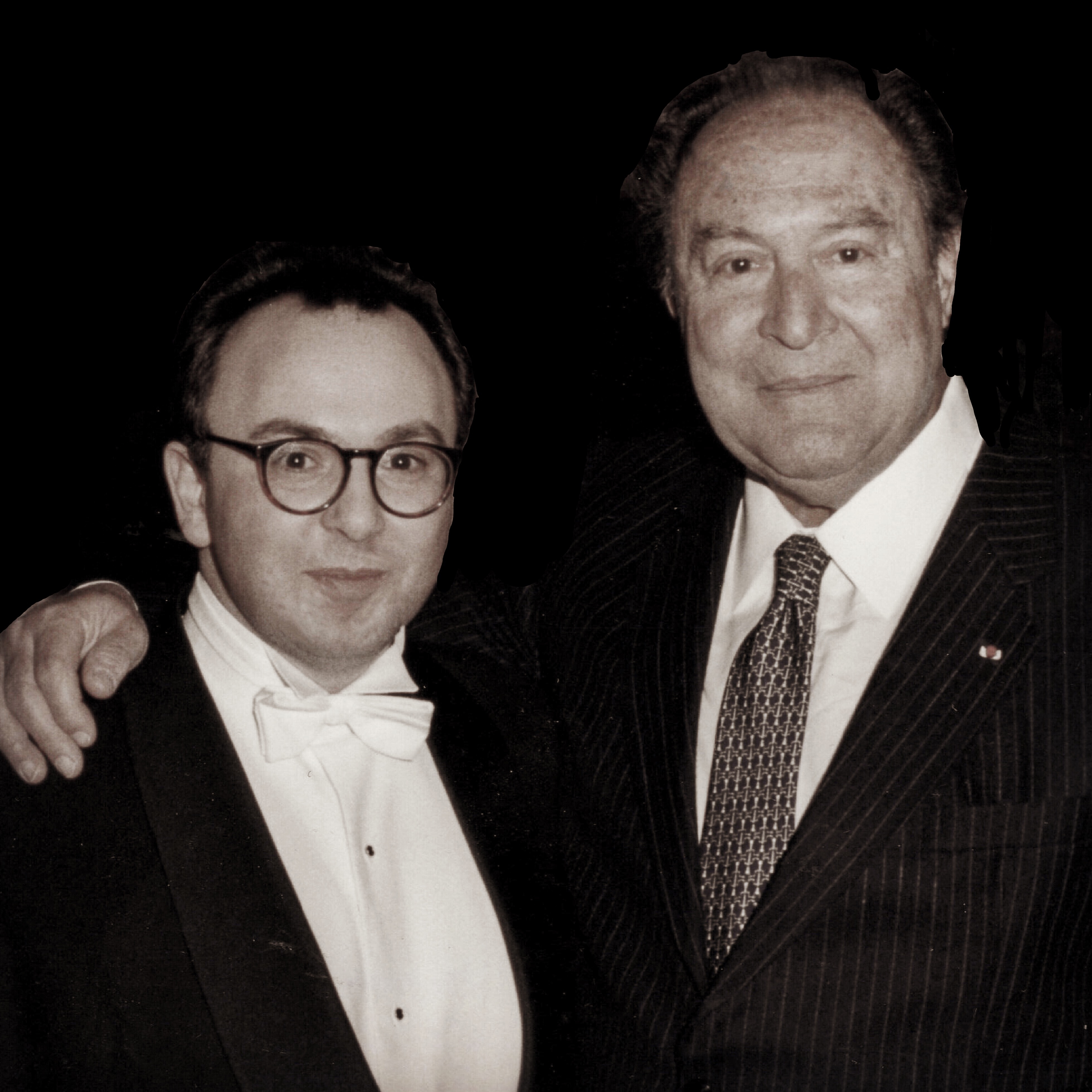
Marc Zuili et Jean-Pierre Rampal

Marc Zuili, né le 22 avril 1962 à Paris, est un flûtiste français, élève de Jean- Pierre Rampal, reconnu pour ses interprétations du répertoire baroque et classique, aussi bien sur instruments anciens que contemporains. Il joue une flûte traversière en ébène (c.1789) à quatre clefs ayant appartenu au célèbre flûtiste Friedrich Ludwig Dülon.
Marc Zuili enseigne la flûte traversière à la Schola Cantorum de Paris et au Conservatoire international de musique de Paris.

## Biographie
Marc Zuili commence l’étude de la flûte traversière à huit ans avec Bernard Wystraëte. En 1977, il entre au Conservatoire du Xe arrondissement de Paris dans la classe de Philippe Gauthier puis de Jean-Louis Beaumadier. En 1982, il intègre la classe de Martial Nardeau au Conservatoire d'Amiens où il obtient un premier prix de flûte. En 1983, il est admis en cycle de  perfectionnement au Conservatoire de Lille dans la classe de Chrystel Delaval.
Il étudie ensuite avec Shigenori Kudo et avec Jean-Pierre Rampal. Pour la flûte traversière baroque, il reçoit l'enseignement de Marc Hantaï.
Il donne son premier concert en soliste à seize ans en interprétant le concerto pour flûte et harpe de Mozart à la Salle Cortot, sous la direction de Narcis Bonet.
Il remporte de nombreux prix internationaux comme le concours Roger Bourdin et le concours du Royaume de la Musique.
Participant à de nombreuses master-classes, il bénéficie des conseils de plusieurs grands maîtres parmi lesquels Roger Bourdin, Fernand Caratgé, Raymond Guiot, Barthold Kuijken, Lisa Beznosiuk (en), Olivier Greif, Simon Standage, Davitt Moroney.
Engagé par les Jeunesses musicales de France, il participe à de nombreuses tournées (plus de trois cents concerts dans toute la France).
Le Ministère de l’Enseignement supérieur lui attribue une résidence d’artiste à l’Université Paris 13.
En 1996, il partage la scène avec le célèbre flûtiste Jean-Pierre Rampal.
Marc Zuili a joué dans de nombreux pays d’Europe, dans des salles telles  que la salle Gaveau, la salle Pleyel, le Concertgebouw de Bruges, la Chapelle royale de Versailles, la Philharmonie de Luxembourg, ainsi qu’aux Centres Culturels Français de Berlin et de Prague. Il est invité à se produire dans différents festivals comme Les Nuits du Castellet, le Festival de Chartres avec Les Virtuoses de France, le Festival de Sète, l'Automne Musical de Nîmes, le Festival International des Instruments à Vent Yamaha...
Chambriste recherché, il se produit aux côtés de Jean-Pierre Rampal, Shigenori Kudo, Roland Pidoux, Alain Moglia, Jérôme Akoka, Jean-Marc Philipps, Claire Thirion, Yoko Kaneko, Camille Thomas, Julien Libeer, Tristan Pfaff, Pierre-Yves Artaud
Marc Zuili a participé à de nombreuses émissions télévisées telles que Musiques au Cœur  d' Ève Ruggieri, dont il a été l'invité principal. Il a donné des concerts radiodiffusés sur France Musique et sur France Inter.
La Fondation Cziffra l’a invité à se produire en soliste à plusieurs reprises. Il donne aussi des concerts pour Le Triptyque, association fondée par Pierre d'Arquennes pour défendre la musique française contemporaine.
Il fonde un festival de musique en Picardie Les Rencontres Musicales de Clermont dont il assure la direction artistique en 2015 et en 2016.
En 2018, il  participe avec l'Ensemble Fragonard à l'enregistrement d 'une première intégrale des quatuors avec flûte de Mozart sur instruments authentiques, enregistrement récompensé " d'un soleil " par la revue Musikzen.
Le célèbre musicologue Marc Vignal  écrit  "Ces quatuors ont souvent été enregistrés ensembles, mais la présente version est à marquer d'une pierre blanche ...Marc Zuili joue sur une flûte en ébène ayant appartenu au flûtiste aveugle, Friedrich Ludwig Dülon, protégé par Carl Philipp Emmanuel Bach et qui se produisit dans des œuvres de Mozart et de Quantz à Vienne en 1791... Avec comme résultat une plénitude sonore permettant à la flûte, au lieu de dominer ses partenaires, de se fondre en eux et de leur laisser en restant elle-même bien audible, tout leur dû"
En 2019, il est l'invité de Frédéric Taddei sur la chaîne de télévision RT France. A cette occasion Marc Zuili évoque la rencontre de Friedrich Ludwig Dülon avec Mozart.
En 2022, avec le Trio Moglia-Zuili-Pidoux, il se produit dans un concert en hommage à Jean-Pierre Rampal à la Casa de Velàzquez à Madrid.
Pour ses enregistrements en première mondiale des concertos pour flûte de Johann Joachim Quantz, Marc Zuili a obtenu les éloges unanimes de la critique:  Répertoire, Le Monde de la Musique, Diapason, le Figaro, Libération, l'Événement du jeudi ainsi que les revues américaines Fanfare et On the Air.
Parallèlement à ses activités de soliste, il a fondé avec le violoniste Jérôme Akoka et le violoncelliste Christophe Beau l'Ensemble Fragonard, avec lequel il enregistre des concertos pour flûte de Baldassare Galuppi en première mondiale.
Marc Zuili a enregistré avec Shigenori Kudo l’intégrale des sonates pour deux flûtes de Wilhelm Friedemann Bach.
Le compositeur Antoine Tisné a écrit spécialement à son intention une Partita pour flûte seule (1990), la Sérénade de la nuit et Monodie IV pour un espace sacré.
Il a donné la première audition française de Monolog pour flûte seule de Lera Auerbach.
Marc Zuili a publié The sound of the flute, The phrasing and the articulation of the Flute et plusieurs concertos de Johann Joachim Quantz - Edition Schott Music.

## Discographie
- Sonates pour flûte et clavecin de Johann Sebastian Bach et Carl Philipp Emanuel Bach - Marc Zuili, flûte, Harumi Kinoshita, clavecin - Socadisc
- Concertos pour flûte, Pour Potsdam de Johann Joachim Quantz - Marc Zuili, flûte, Orchestre de Chambre Martin Barral - 18/25 Production
- Le Flûtiste de Sans-Souci Concertos pour flûte de Johann Joachim Quantz - Marc Zuili, flûte, Orchestre de chambre Martin Barral - Z Production
- Concertos pour flûte, Pour Charlottenbourg de Johann Joachim Quantz - Marc Zuili, flûte, Ensemble Fragonard - Z Production
- Concertos pour flûte  de Baldassare Galuppi - Shigenori Kudo, Marc Zuili, flûtes, Ensemble Fragonard - Label Sérénissime
- Intégrale des duos pour flûtes de Wilhelm Friedemann Bach - Shigenori Kudo, Marc Zuili, flûtes. Label Sérénissime
- Intégrale des quatuors avec flûte de Wolfgang Amadeus Mozart - Marc Zuili, flûte, Jérôme Akoka, violon, Christoph Fassbender, alto, Claire Thirion, cello - Label Sérénissime - Distribué par Socadisc